# Steven Blackmore
Pour les articles homonymes, voir Blackmore.
Steven Walter Blackmore, dit Steve Blackmore, né le 3 mars 1962 à Cardiff (pays de Galles) et mort le 7 mai 2020, est un joueur britannique de rugby à XV qui a joué avec l'équipe du Pays de Galles, évoluant au poste de pilier. 

## Biographie
Steven Blackmore a disputé son premier test match le 4 avril 1987 contre l'équipe d'Irlande et son dernier test match fut contre l'équipe d'Australie le 18 juin 1987.
Il a disputé trois matchs du pays de Galles lors de la coupe du monde 1987.
En décembre 2018, on lui annonce qu’il ne lui reste que quelques mois à vivre, après qu’on lui a diagnostiqué une tumeur au cerveau agressive, dont il meurt le 7 mai 2020 à l’âge de 58 ans.

## Palmarès
- 3e de la coupe du monde 1987.
- 4 sélections
- Sélections par année : 4 en 1987
- Tournoi des Cinq Nations disputé :  1987